# مريت آتون الصغيرة
مريت آتون تاشيريت، والتي تعني "مريت آتون الصغيرة"، كانت أميرة مصر القديمة من الأسرة الثامنة عشرة. يُعتقد أنها كانت ابنة مريت آتون، الابنة الكبرى للملك أخناتون.
هوية والدها تبقى محل نقاش. يعتقد الكثيرون أنه إما إخناتون أو زوجها سمنخ كا رع. ونظرًا لأن مريت آتون تاشيريت وأميرة أخرى، عنخس إن با آتون الصغيرة، يظهران فقط في النصوص التي ذكرت زوجة إخناتون الثانية كيا، فمن المحتمل أيضًا أنهن كن بنات إخناتون وكيا، أو ربما كن شخصيات خيالية استبدلت اسم ابنة كيا، التي قد تكون باكت آتون، التي يُعتقد بشكل أكبر أنها ابنة تيي.
مصير مريت آتون تاشيريت غير مؤكد. ذكر الإله آتون في اسمها يشير إلى أنها كانت بالفعل ابنة إخناتون، حيث أن خلفاءه تراجعوا عن إصلاحاته الدينية وعادوا إلى عبادة الآلهة التقليدية لمصر، فتم إسقاط اسم آتون من الاستخدام الشعبي خلال هذا الوقت.